# بخش میتره
بخش میتره (به اسپانیایی: Departamento Mitre) یک منطقهٔ مسکونی در آرژانتین است که در استان سانتیاگو دل استرو واقع شده‌است.